# Flumenthal
Flumenthal är en ort och kommun i distriktet Lebern i kantonen Solothurn, Schweiz. Kommunen har 1 043 invånare (2023).